# Jalalabad (Bijnor)
Jalalabad è una suddivisione dell'India, classificata come nagar panchayat, di 16.113 abitanti, situata nel distretto di Bijnor, nello stato federato dell'Uttar Pradesh. 